# Renata Gil
Renata Gil Alcantara Videira (Río de Janeiro, 14 de julio de 1971) es una jurista y magistrada brasileña, actual presidenta de la Asociación de Magistrados Brasileños.

## Formación académica
Renata Gil nació en São Gonçalo, en Río de Janeiro. Fue en Niterói donde pasó la infancia. Formada en Derecho por la Universidad Estatal de Río de Janeiro (UERJ) tiene especialización en Seguridad Pública por la Universidad Federal Fluminense (NUCLEF-UFF).

## Carrera profesional
En 1998 después de servir dos oficinas de abogacía, Renata se hizo jueza del Tribunal de Justicia del Estado de Río de Janeiro (TJRJ), asumiendo las Comarcas de Conceição de Macabu (1998-2001), Silva Jardim (2001-2003). Posteriormente se hizo jueza titular de la 2ª Vara de Río Bonito (2003-2007); en octubre de 2007 ocupó la plaza de titular de la 40.ª Vara Criminal de la Comarca Capital.
Fue coordinadora de los Polos Electorales de Río de Janeiro para las elecciones de 2012 además de actuar como coordinadora adjunta de la investigación “Quem somos. A magistratura que queremos “, realizada en conjunto por la AMB y la Pontificia Universidad Católica de Río de Janeiro (PUC-RJ). Participó también en la creación y coordinación de la Central de Asesoramiento Criminal del TJRJ, unidad para el procesamiento del crimen y el lavado de dinero.
De 2008 hasta 2010 Gil fue representante de la Asociación de Magistrados del Estado de Río de Janeiro (AMAERJ) y posteriormente, en enero de 2011, fue elegida Vicepresidenta de Derechos Humanos de la Asociación de Magistrados Brasileños (AMB) para el trienio 2011/2013.
En febrero de 2016 fue elegida Presidenta de la AMAERJ, bienio 2016/2017, destacando en su gestión la necesidad de una promoción mayor de la igualdad de género y raza dentro de los tribunales brasileños. Renata fue responsable por la organización del premio “AMAERJ Patrícia Acioli de Derechos Humanos” que premia diversas acciones relativas a pautas sociales. El mismo año fue nombrada vicepresidenta de la AMB, trienio 2017/2019. Para el segundo mandato como presidenta de la AMAERJ, reelegida con 685 votos, bienio 2018/2019, impulsó la creación de eventos como la “Remada Limpia”, un proyecto socioambiental.
En 2019 Renata fue elegida presidenta de la Asociación de Magistrados Brasileños, trienio 2020/2022 con casi el 80% de los votos, siendo la primera mujer en presidir la AMB, reafirmando la necesidad de unión de la Magistratura con la sociedad. Actualmente integra el grupo de trabajo, creado por la presidencia del Consejo Nacional de Justicia (CNJ) que instituye la política nacional de incentivo para la participación institucional femenina en el Poder Judicial.